# Lophiaspis
Il lofiaspide (gen. Lophiaspis) è un mammifero perissodattilo estinto, forse appartenente ai lofiodontidi. visse nell'Eocene medio (circa 45 - 38 milioni di anni fa) e i suoi resti fossili sono stati ritrovati in Europa.

## Descrizione
Questo animale è noto solo per resti incompleti, ed è quindi difficile ricostruirne l'aspetto. Probabilmente assomigliava a un tapiro privo di proboscide ma dotato di zampe più allungate. Era caratterizzato da tre premolari superiori semplici e piccoli, e da molari superiori di taglia via via crescente verso la parte posteriore della bocca; questi molari erano molto simili a quelli che si riscontrano in Lophiodon e in generale nei rinoceronti, ma possedevano una traccia di protoconulo sul protolofo. Il terzo molare superiore era molto simile al secondo molare, senza la riduzione del lobo posteriore.

## Classificazione
Descritto per la prima volta da Depéret nel 1910, il genere Lophiaspis è noto per vari resti fossili ritrovati in terreni dell'Eocene medio in Francia, in Portogallo, in Spagna e in Svizzera. A questo genere sono state ascritte le specie Lophiaspis baicherei, L. maurettei, L. occitanicus, tutte descritte dallo stesso Depéret, ma è possibile che l'unica valida sia L. maurettei. 
Lophiaspis è un genere di perissodattili piuttosto enigmatico: alcune sue caratteristiche dentarie richiamano i lofiodontidi, mentre altre sembrano preannunciare i calicoteri. Alcuni studiosi lo classificano come un membro basale di questi ultimi, mentre altri lo indicano come un rappresentante aberrante dei primi.